# Spoorlijn Beaussart - Aveluy
De Spoorlijn Beaussart - Aveluy was een Franse spoorlijn van Beaussart naar Aveluy. De lijn was 13,4 km lang.

## Geschiedenis
De lijn werd aangelegd door de British Expeditionary Force en geopend in 1916 ten behoeve van transport van troepen en materieel. Als tracé werd een deel van de lijn tussen Doullens en Albert van de Chemins de fer départementaux de la Somme gebruikt die daartoe van meterspoor naar normaalspoor werd verbouwd. De lijn vormde verbinding tussen de spoorlijn Conchil-le-Temple - Achiet-le-Petit en de spoorlijn Paris-Nord - Lille. Na het beëindigen van de Eerste Wereldoorlog werd de lijn gesloten en weer deels terug op meterspoor gebracht.

## Aansluitingen
In de volgende plaatsen is of was er een aansluiting op de volgende spoorlijnen:
Beaussart
lijn tussen Conchil-le-Temple en Achiet-le-Petit
Aveluy
RFN 272 000, spoorlijn tussen Paris-Nord en Lille